# 大堀ユリエ
大堀　ユリエ（おおほり　ゆりえ、1987年5月31日 - ）は茨城県出身の経営者、著者、タレントである。

## 人物
- 2002年 茨城県潮来市立牛堀中学校卒業
- 2005年 千葉県立佐原白楊高等学校卒業
- 2007年 JTBトラベル&ホテルカレッジ卒業
- 卒業後 JR東海パッセンジャーズ勤務

その後、六本木のクラブ　銀座のクラブを経て（学生時代のアルバイトを含め系4年）
- 2010年 1年間 茨城県潮来市のキャンペーンガール　あやめ娘の一員として活動する。
- 2010年8月 居酒屋つばき（現在　居酒屋つばき神田北口店）を開業（当時は共同経営 お店のプロデューサーとして勤務）
- 2011年4月 株式会社リリーズプロダクションを設立し独立　同時に居酒屋つばき神田西口店オープン（現在 本店）
- 2012年4月 光文社より『昭和脳上司がゆとり世代部下を働かせる方法77』発行
- 2011年4月 フジテレビ「その顔が見てみたい」下町看板娘で紹介される

あだ名はダダ

## 出演・掲載
- 2012年4月17日 FLASH
- 2012年5月4日 bayfm パワーベイモーニング
- 2012年5月10日 BeeTV 「逢える!美女図鑑」
- 2012年5月14日 東京スポーツ新聞
- 2012年5月18日 日刊現代
- 2012年5月26日 NEWSポストセブン
- 2012年5月31日 夕刊フジ
- 2012年6月13日 NEWSポストセブン
- 2012年6月17日 茨城新聞
- 2012年6月18日 常陽新聞
- 2012年7月24日 FLASH
- 2012年7月24日 「ビジネス書ぶった斬りナイト」0部 @阿佐ヶ谷ロフト
- 2012年7月29日 NEWSポストセブン
- 2012年8月2日 週刊実話
- 2012年8月5日 テレビ東京「モヤモヤさまぁ〜ず2」（居酒屋つばき）
- 2012年8月7日 夕刊ガジェット通信
- 2012年8月19日 NEWSポストセブン
- 2012年8月22日 TBS「有吉AKB共和国」
- 2012年9月  舞台「息吹の瞬間～愛のうた～」看護士　久子役
- 2012年10月20日 TBS「TBS若手ディレクターと石橋の土曜の3回」
- 2012年11月1日 TOKYO FM 「鷹の爪団の世界征服ラヂヲ」
- 2012年11月15日 TBS 「私の何がイケないの?」
- 2012年11月25日 テレビ東京「ショウ君のペラ1」
- 2012年11月29日 夕刊ガジェット通信
- 2013年1月1日 テレビ東京「モヤモヤさまぁ〜ず2」元日スペシャル「モヤさまアワード2012」
- 2013年8月24日 アド街ック天国 内神田 28位 居酒屋つばき

## 著書
- 『昭和脳上司がゆとり世代部下を働かせる方法77』（2012年、光文社）